# Krémer Manci
Krémer Manci (Nagykároly, 1907. szeptember 28. – Budapest, 1990. szeptember 21.) magyar színésznő, primadonna, bábszínész.

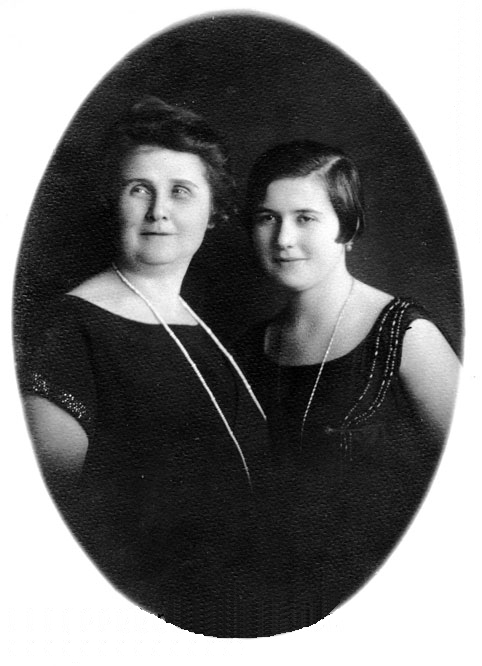
Édesanyjával, Bermann Irmával

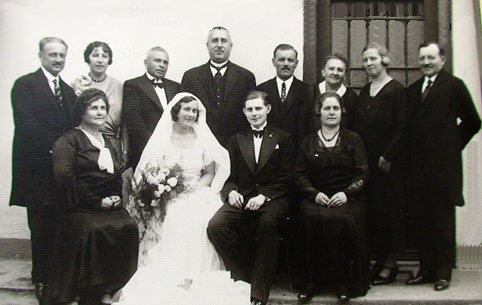
Esküvőjén. Ülő sor balról Bermann Irma, Krémer Manci, Szűcs Kálmán. Álló sorban balról a harmadik Szabadkay József

## Élete
Krémer Manci 1907. szeptember 28-án született Nagykárolyban. Színész családból származott. Édesapja Krémer Sándor színész, rendező, színigazgató. Négyen voltak testvérek. 11 éves korában elveszítette édesapját. Édesanyja Bermann Irma ezután hamarosan újból férjhez ment Szabadkay József színigazgatóhoz, aki édesapjuk helyett is szeretettel gondoskodott a Krémer gyerekek: Sándor, Ferenc, Lajos és Manci taníttatásáról.
Nevelőapjának köszönhető volt, hogy 1919-ben, 15 évesen már  a társulat tagja lett. Iskolái mellett Manci énekelni, táncolni és zongorázni tanult, sőt sportolt is.
A Szatmárnémeti színház tagjaként számos sikert ért el, de hosszabb ideig játszott Nagykárolyban, Kolozsváron, Nagyváradon, Aradon, Temesváron, Segesváron és Désen is.
Az 1930-as évektől 1949-ig a kolozsvári színház operettprimadonnája volt, de mint vendég fellépett Marosvásárhelyen, a délvidéki Magyar Színházban, Szabadkán, Nagykanizsán és Zentán és Kassán is.
Az 1940-es években nevelőapját deportálták, a háború alatt édesanyja vezette a szatmárnémeti társulatot. Az ostrom alatt Budapesten tartózkodott bátyjánál, Krémer Ferencnél. Az ostrom után visszamentek Kolozsvárra.
1947-ben Kolozsváron férjhez ment gróf széki Teleki Ádámhoz. A boldogságuk azonban  csak két évig tartott.  1949-ben férjét bebörtönözték, mint osztályellenséget. Vagyonukat elvesztették, többet nem léphetett színpadra. Marosvásárhelyt jelölték ki számára kényszerlakhelyül. 1949–1957 között itt mint a bábszínház tagja dolgozott.
1990. szeptember 21-én Budapesten érte a halál.

## Színpadi szerepei
- Iluska (Kacsóh Pongrác: János vitéz)
- Bessy (Jacobi Viktor: Leányvásár)
- Zórika (Lehár Ferenc: Cigányszerelem)
- Mariska (Szigligeti Ede: Liliomfi)
- Marcsa (Szirmai Albert: Mágnás Miska)
- Sylvia (Kálmán Imre: A csárdáskirálynő)
- Antónia (Huszka Jenő: Mária főhadnagy)
- Annie (Molnár Ferenc: Játék a kastélyban)
- Anna (Rejtő Jenő: Elvonó kúra)
- Anna grófnő (Sándor Jenő: Nincs szebb, mint a szerelem)
- Báró Antalffy Anna (Zerkovitz Béla: Száz piros rózsa)
- Bettina (Audran–Rákosy Jenő: Az üdvöske)
- Demnisell Grisi (Schubert–Berté: Három a kislány)
- Éva (Fényes Szabolcs: Vén diófa
- Ilona (Huszka Jenő: Gyergyói bál)
- Ilonka (Szigeti József: Vén bakancsos és a fia a huszár)
- Jelizavéta Petrova (Buday Dénes: Tábornokné)
- Júlia (Földes-Harmath: Júlia)
- Kató (Márkus Alfréd–Szilágy: Nem leszek hálátlan)
- Latkóczy Ida (Huszka Jenő: Erzsébet)
- Lidi (Eisemann Mihály: Tokaji aszú)
- Magdolna (Géczy István: Gyimesi vadvirág)
- Nelly (Eisemann Mihály: A hölgy hozzám tartozik)
- Rozika (Buday Dénes–Kellér Dezső: Csárdás)
- Sári (Dénes–Kamjonkay: Ide gyere rózsám)
- Sárika (Kálmán Imre: Cigányprímás)